# أكاديمية أذربيجان الحكومية للفنون
أكاديمية أذربيجان الحكومية للفنون (بالأذرية: Azərbaycan Dövlət Rəssamlıq Akademiyası)- هي مؤسسة للتعليم العالي التابعة لوزارة التعليم في جمهورية أذربيجان.

## تاريخ الأكاديمية
تأسست أكاديمية أذربيجان الحكومية للفنون في عام 2002 بموجب مرسوم من رئيس الجمهورية إلهام علييف.
تعمل أكاديمية أذربيجان الحكومية للفنون بطريقة كثيفة مع السلطات المختصة في تركيا وإيران وألمانيا.
يعمل هنا 102 من أعضاء هيئة بروفيسور وأستاذ، بما فيه 2 منهم دكتوراة في العلوم، 13 بروفيسور.
في الوقت الحاضر، يدرسون أكثر من 800 طالب في أكاديمية أذربيجان الحكومية للفنون. في الوقت نفسه، يواصل طلاب الجامعة تعليمهم في في البلدان الأجنبية.
توفر الأكاديمية 4 سنوات من درجة البكالوريوس وسنتين من درجة الماجستير. التعليم مجاني ومدفوع.
الجامعة لديها برنامج للدراسات العليا لتدريب الباحثين المؤهلين تأهيلا عاليا.

## التخصصات
تتكون الأكاديمية من التخصصات التالية:
- تصوير (فنون تشكيلية)
- رسوميات
- العمارة
- التصميم
- فن الديكور
- النحت
- فنون النقد
- فنون مرئية